# Mułowy Grzbiet

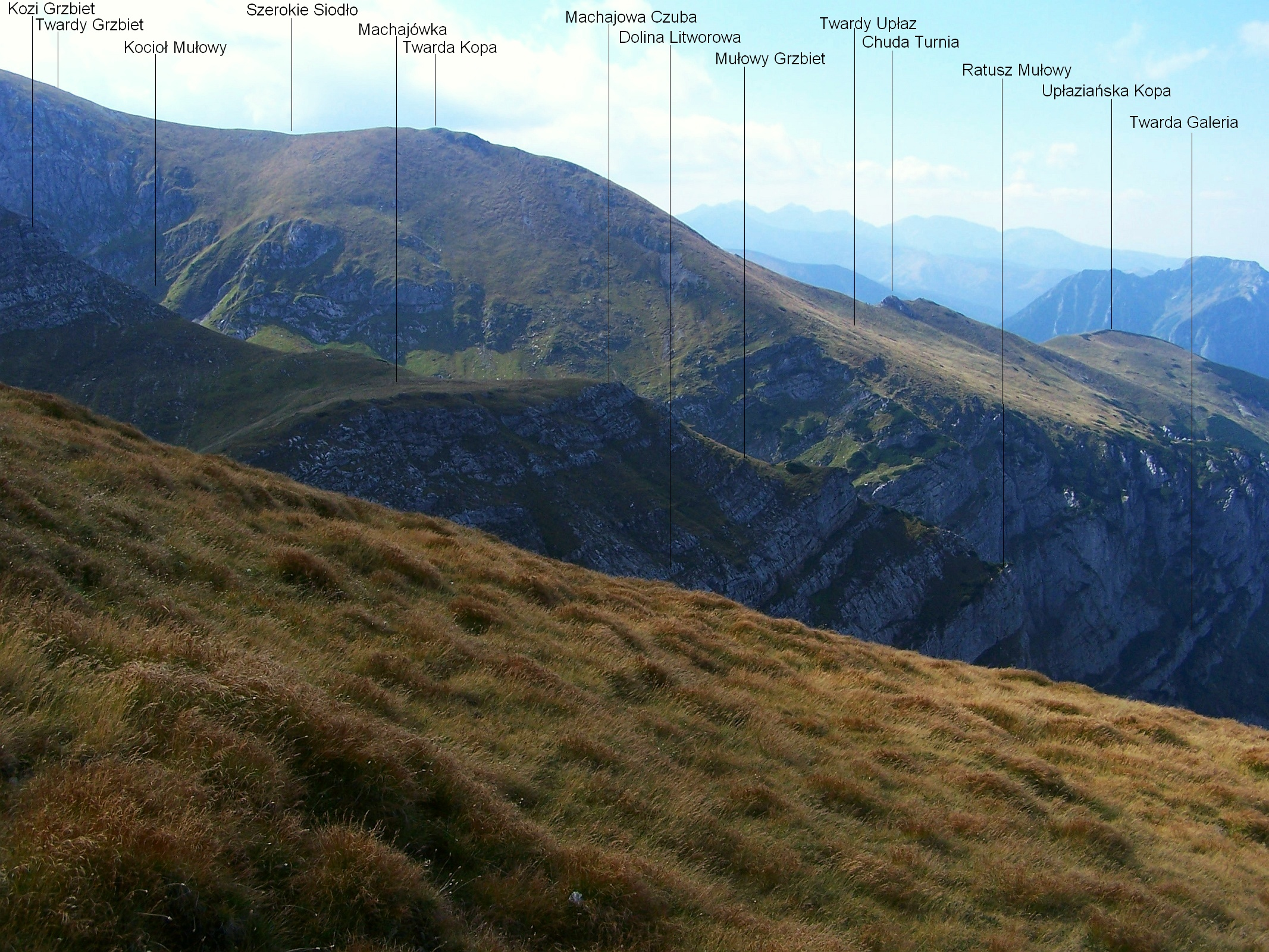
Widok z Czerwonego Grzbietu

Mułowy Grzbiet – krótki fragment północnej grani Krzesanicy w Tatrach Zachodnich, opadający z Machajowej Czuby (o wysokości ok. 1860 m) na północ, do Ratusza Mułowego (1790 m). Są w nim dwa skaliste i mające wysokość około 15 m uskoki, pozostała część grani jest trawiasta i mało stroma. Uskoki są trudne do przejścia, można jednak je obejść; dolny po prawej lub lewej stronie, górny po prawej (patrząc od dołu). Trochę poniżej górnego uskoku zaczyna się Litworowy Zachód. Jest to biegnący przez całą długość ściany zachód, zaczynający się na Litworowej Równi i kończący na Mułowym Grzbiecie około 50 m poniżej szczytu Machajowej Czuby.
Mułowy Grzbiet i Machajowa Czuba tworzą jedną ścianę, w której poprowadzono trzy drogi wspinaczkowe. W jej najniższej części, między podstawą ściany a Litworowym Zachodem zimą tworzy się lodospad o nachyleniu około 85°. Pierwsze przejście lewą częścią ściany: Zbigniew Kursa i Tadeusz Piotrowski 1 września 1967 r. (III stopień w skali trudności UIAA).